# Gauliga Bayern 1940/41
Die Gauliga Bayern 1940/41 war die achte Spielzeit der Gauliga Bayern (offiziell: Bereichsklasse Bayern) im Fußball. Im zweiten Kriegsjahr begann man im Sportbereich Bayern aus verkehrstechnischen Gründen zunächst in zwei Staffeln „Nord“ und „Süd“, weshalb die Zahl der Mannschaften auf insgesamt 13 aufgestockt wurde. Nach dem vierten Spieltag kehrte man aber Ende Oktober zum eingleisigen Modus zurück. Der TSV 1860 München hatte den Gewinn seiner ersten Gaumeisterschaft vor allem seiner torgefährlichen Sturmreihe zu verdanken, denn nicht zuletzt die 83 erzielten Treffer in 22 Spielen sorgten bis Saisonende für den deutlichen Vorsprung von vier Punkten auf Titelverteidiger Nürnberg. In der Endrunde um die deutsche Meisterschaft scheiterten die Löwen allerdings in der Vorrundengruppe am späteren Meister SK Rapid Wien. Abgeschlagen auf den Abstiegsrängen landeten der VfR 07 Schweinfurt und Neuling Würzburger Kickers, der TuSpV 1883 Nürnberg (vormals FSV Nürnberg) hatte seine Mannschaft bereits im Dezember nach acht Niederlagen in Folge vom Spielbetrieb zurückgezogen. Als Aufsteiger zur Runde 1941/42 setzten sich die beiden Fusionsvereine Reichsbahn-SSVg Weiden und Eintracht-Franken Nürnberg durch.

## Abschlusstabelle
| Pl. | Verein                      | Sp. | S  | U | N  | Tore    | Quote | Punkte |
| --- | --------------------------- | --- | -- | - | -- | ------- | ----- | ------ |
| 1.  | TSV 1860 München            | 22  | 17 | 1 | 4  | 083:300 | 2,77  | 35:90  |
| 2.  | 1. FC Nürnberg (M)          | 22  | 14 | 3 | 5  | 052:240 | 2,17  | 31:13  |
| 3.  | BC 1907 Augsburg            | 22  | 12 | 5 | 5  | 044:320 | 1,38  | 29:15  |
| 4.  | SpVgg Fürth                 | 22  | 11 | 5 | 6  | 063:450 | 1,40  | 27:17  |
| 5.  | SSV Jahn Regensburg         | 22  | 11 | 3 | 8  | 045:360 | 1,25  | 25:19  |
| 6.  | BSG WKS Neumeyer Nürnberg   | 22  | 9  | 5 | 8  | 044:340 | 1,29  | 23:21  |
| 7.  | 1. FC Schweinfurt 05        | 22  | 8  | 5 | 9  | 038:320 | 1,19  | 21:23  |
| 8.  | FC Bayern München           | 22  | 8  | 4 | 10 | 035:350 | 1,00  | 20:24  |
| 9.  | SSV Schwaben Augsburg a (N) | 22  | 8  | 3 | 11 | 045:510 | 0,88  | 19:25  |
| 10. | FC Wacker München (N)       | 22  | 6  | 4 | 12 | 035:600 | 0,58  | 16:28  |
| 11. | VfR 07 Schweinfurt          | 22  | 4  | 3 | 15 | 024:640 | 0,38  | 11:33  |
| 12. | Würzburger Kickers (N)      | 22  | 2  | 3 | 17 | 022:870 | 0,25  | 07:37  |
| 13. | TuSpV 1883 Nürnberg b       | 8   | 0  | 0 | 8  | 003:330 | 0,09  | 0:16   |

| (M) | Titelverteidiger                       |
| (N) | Aufsteiger aus der Bezirksliga 1939/40 |

## Aufstiegsrunde

### Gruppe Nord
Qualifikation:
|                            | Ergebnis |                |
| -------------------------- | -------- | -------------- |
| Viktoria Aschaffenburg     | 3:1      | FV 04 Würzburg |
| VfB Coburg                 | x:0      | FC Bayern Hof  |
| Eintracht-Franken Nürnberg | x:0      | Post SG Fürth  |

Abschlusstabelle:
| Platz | Verein                     | Spiele        | Tore          | Quote         | Punkte        |
| ----- | -------------------------- | ------------- | ------------- | ------------- | ------------- |
| 1.    | Eintracht-Franken Nürnberg | 4             | 6:3           | 2,00          | 6:2           |
| 2.    | TuSpV 1883 Nürnberg        | 4             | 7:4           | 1,75          | 5:3           |
| 3.    | VfB Coburg                 | 4             | 3:9           | 0,33          | 1:7           |
| 4.    | Viktoria Aschaffenburg     | zurückgezogen | zurückgezogen | zurückgezogen | zurückgezogen |

### Gruppe Süd
Qualifikation:
|                | Gesamt |                     | Hinspiel | Rückspiel |
| -------------- | ------ | ------------------- | -------- | --------- |
| VfL Günzburg   | 1:6    | TSG Augsburg 85     | 0:0      | 1:6       |
| MTV Ingolstadt | 9:1    | FC Viktoria München | 7:1      | 2:0       |

Abschlusstabelle:
| Platz | Verein                 | Spiele | Tore | Quote | Punkte |
| ----- | ---------------------- | ------ | ---- | ----- | ------ |
| 1.    | Reichsbahn SSVg Weiden | 4      | 04:3 | 1,33  | 7:1    |
| 2.    | MTV Ingolstadt         | 4      | 10:5 | 2,00  | 5:3    |
| 3.    | TSG Augsburg 85 a      | 4      | 01:7 | 0,14  | 0:8    |